# Mark Senior

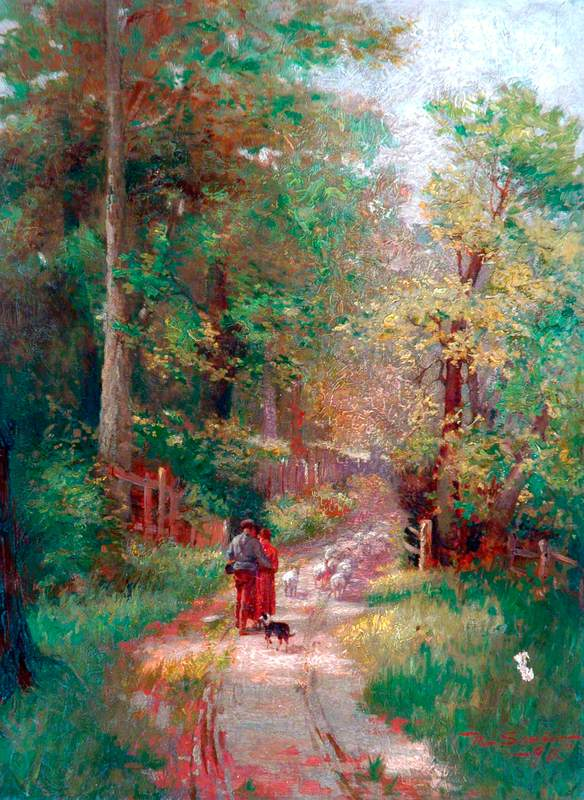
Landschaft mit Gestalten auf dem Weg

Mark Senior (* 1862 in Hanging Heaton bei Dewsbury; † 1. Januar 1927 in Runswick Bay)  war ein britischer Maler des Post-Impressionismus.
Mark Senior besuchte die Schule von George Pyrah in Batley.
Senior studierte seit 1880 Malerei an der Wakefield School of Art und setzte seine Studien der Porträtmalerei bei Isaac Faulkner Bird in Leeds fort. Danach studierte er an der Londoner Slade School of Fine Art bei Alphonse Legros, wo er berühmte Künstler, u. a. James McNeill Whistler, Henry Tonks und Fred Brown traf. 
Seine Bilder wurden in der Royal Academy of Arts 1892–1924 ausgestellt. 
Seit seiner Heirat mit Alice Brook 1886 zog er nach Ossett, der Heimatstadt seiner Ehefrau.
Senior war Mitglied der in den frühen 1890er Jahren gegründeten Künstlergruppe aus dem Fischerdorf Staithes auf der Nord-Ost-Küste von Yorkshire.
In den letzten Lebensjahren verbrachte Senior die Sommersaison in einer Fischerhütte in Runswick Bay. Die Einwohner des Dorfes standen ihm gerne Modell.